# Тактовик
Тактови́к — русский стихотворный тонический размер, с интервалом между ударениями (иктами) переменной величины — от одного до трёх слогов (в отличие от дольника, где слабый интервал не превосходит 2 слогов, и акцентного стиха, где междуударный интервал не ограничен). В стихотворении, написанном тактовиком, допустимы строки дольника и правильных силлабо-тонических размеров. С учётом генезиса тактовика в русской народной поэзии широко употребителен термин «народный тактовик».

## Термин
Термин «тактовик» введён стиховедом А. П. Квятковским в 1928 г. в связи с его представлением о строке как о «тактометрическом периоде» с константным количеством долей, так называемым «контрольным рядом». Озвученные (текст) или подразумеваемые (паузы) доли такого периода, собранные в стопу (в терминологии Квятковского — «крату», в одном из значений) и образовывали «такт» (ср. Такт в музыке). Количество ритмических модификаций краты (количество пауз в «контрольном периоде» и разная длительность слогов) могло быть любым.
Характерную «тактовиковую» манеру декламации развивала группа поэтов-конструктивистов, куда входили сам Квятковский, Сельвинский, Луговской и др. Четырёхслоговые «такты», в трактовке Квятковского, изохронны (одинаковы по времени). Термин «тактовик» часто употреблялся в стиховедении 1920—1960-х годов (у Пяста, Шенгели, в «Студии стиха» Сельвинского), но чёткое определение ему без привлечения субъективного критерия «декламации» и «читки» дал на рубеже 1960-х и 1970-х только М. Л. Гаспаров.

## Исторический очерк
Основы тактовика были заложены в метрических формах русского народного стиха. В русском литературном стихе тактовик появился как имитация народной поэзии: у Сумарокова («Хоры ко превратному свету»), Пушкина («Сказка о рыбаке и рыбке», большинство «Песен западных славян»), Лермонтова («Песня про царя Ивана Васильевича, молодого опричника и удалого купца Калашникова»), А. К. Толстого и др. Затем, в XX веке, он уже свободен от специфически фольклорных ассоциаций, хотя часто воспринимается как интонационно и стилистически более близкий к «разговорной» прозе по сравнению с классическим силлабо-тоническим стихом (в ритм тактовика, по подсчётам, укладывается свыше 80 % прозы). В полную силу тактовый стих зазвучал в творчестве И. Сельвинского. Именно Сельвинский ввёл тактовик в большую литературу, сделав его достоянием поэтов-современников и грядущих поколений. Тактовиком написана широко прозвучавшая поэма-эпопея Сельвинского «Улялаевщина» (1924), значительная часть его лирики 1920–1930-х гг. (см., к примеру, цикл «Тихоокеанские стихи»). Своей излюбленной просодией Сельвинский пользовался и в более поздние годы. Помимо Сельвинского, тактовый стих разрабатывался другими поэтами-конструктивистами: В. Луговским,  Э. Багрицким и др.
Примеры тактовика встречаются в стихах у Блока, Кузмина, Гумилёва, Георгия Иванова, Есенина, Тихонова, Асеева и других; позднее у советских поэтов-«шестидесятников», а также у Бродского и поэтов его круга.

## Примеры
Пример (курсивом выделены трёхсложные междуударные интервалы; наряду со строчками тактовика встречаются строчки, написанные дольником, правильным анапестом и амфибрахием):
Как поки́нула меня́ Парасковья,
И как я с печа́ли промота́лся,
Вот далмат прише́л ко мне лука́вый:
«Ступай, Дмитрий, в морской ты город,
Там цехи́ны, что у на́с каменья.
Там солдаты в шёлковых кафта́нах,
И только что пьют да гуляют:
Скоро там ты́ разбогате́ешь
И воротишься в ши́том долима́не
С кинжа́лом на сере́бряной цепо́чке».
(Пушкин, «Влах в Венеции»)